# Ронга (приток Малого Кундыша)
Ро́нга — река в России, протекает в Советском районе Республики Марий Эл. Устье реки находится в 78 км по правому берегу Малого Кундыша. Длина реки составляет 36 км, площадь водосборного бассейна 172 км². В 5,6 км от устья принимает слева реку Кюржа.
Исток реки находится у деревни Ожиганово в 13 км к северо-востоку от посёлка Советский. Река течёт на юг, долина реки плотно заселена, Ронга протекает деревни Ожиганово, Шоптранер, Шогаль, Колянур, Удельное, Гришино, Вятское, Афонассола, Калтаксола. Ниже течёт по восточной окраине посёлка Советский, отделяя его от деревень Фокино и Шулыгино. Ниже Советского протекает деревни Купшуль-Сола и Помаш-Сола, а также крупное село Ронга, где река принимает слева свой крупнейший приток — реку Кюржа. Последние километры преодолевает по заболоченному лесу, где впадает в Малый Кундыш. На реке несколько плотин и запруд (у деревень Шогаль, Вятское, Фокино, Помаш-Сола).

## Данные водного реестра
По данным государственного водного реестра России относится к Верхневолжскому бассейновому округу, водохозяйственный участок реки — Волга от Чебоксарского гидроузла до города Казань, без рек Свияга и Цивиль, речной подбассейн реки — Волга от впадения Оки до Куйбышевского водохранилища (без бассейна Суры). Речной бассейн реки — (Верхняя) Волга до Куйбышевского водохранилища (без бассейна Оки).
По данным геоинформационной системы водохозяйственного районирования территории РФ, подготовленной Федеральным агентством водных ресурсов:
- Код водного объекта в государственном водном реестре — 08010400712112100001272
- Код по гидрологической изученности (ГИ) — 112100127
- Код бассейна — 08.01.04.007
- Номер тома по ГИ — 12
- Выпуск по ГИ — 1